# Dark City
Pour plus de détails, voir Fiche technique et Distribution.
Dark City, ou Cité obscure au Québec, est un film de science-fiction australo-américain réalisé par Alex Proyas, sorti en 1998.
Le film met en scène Rufus Sewell dans le rôle de John Murdoch, un homme qui se réveille amnésique dans un hôtel. En cherchant à en savoir plus sur lui-même, il découvre qu'il est suspecté d'être un tueur en série. Il est notamment poursuivi par l'inspecteur Bumstead. Dans sa quête pour retrouver la mémoire, Murdoch fait la connaissance du docteur Schreber, qui semble en savoir beaucoup sur lui. De plus, Murdoch découvre des créatures douées de pouvoirs surnaturels effrayants et aux sombres desseins.

## Synopsis
Un homme se réveille dans son bain, une goutte de sang perle sur son front. Il ne se souvient de rien, il met des vêtements neufs déposés dans sa chambre d'hôtel quand il reçoit un appel téléphonique anonyme. On le prévient qu'« ils » arrivent et qu'il ne doit jamais « les » laisser l'attraper. Au moment où il prend la fuite, il aperçoit le corps d'une femme sur le sol. Il est poursuivi à la fois par un détective qui enquête sur les meurtres qu'il aurait prétendument commis, et par d'étranges hommes pâles et chauves, tous habillés de la même façon.
Plus tard, il apprend que son nom est John Murdoch et qu'il a une compagne, nommée Emma. Recherché par l'inspecteur de police Frank Bumstead, ce dernier l'accuse d'être un tueur en série. John découvre ensuite qu'il est un mutant psychokinétique qui a la capacité de modifier les environnements. Il fait ensuite face à d'étranges hommes en noir, chauves et à la peau très pâle. Alors que ces hommes étranges cherchent à l'assassiner, John réussit à s'en débarrasser et fuit.
John Murdoch explore ensuite la ville, perpétuellement sombre. Personne ne semble se rendre compte qu'il y fait toujours nuit. À minuit, tous les citoyens dorment, sauf John Murdoch et ces mystérieux hommes pâles et chauves. Ces derniers ont eux aussi le pouvoir de modifier les environnements, la mémoire des gens et leurs identités. John Murdoch fait ensuite des découvertes sur son passé : il apprend qu'il est originaire de la ville de Shell Beach. Mais personne ne semble se rappeler comment se rendre à cet endroit. De leur côté, les hommes pâles et chauves injectent les souvenirs de John Murdoch sur l'un des leurs, M. Main, afin de mieux le connaître et ainsi le localiser.
John Murdoch est capturé par l'inspecteur Frank Bumstead, qui semble être convaincu de l'innocence de ce dernier et comprend que des choses anormales ont lieu dans cette ville. Ils rencontrent ensuite le Dr Daniel Schreber, qui leur explique que ces hommes pâles et chauves sont en réalité des extraterrestres. Schreber précise qu'ils utilisent les humains comme cobayes d'expériences. Le docteur ajoute que John Murdoch est une anomalie réveillée par inadvertance.
En cassant un mur avec des masses, Murdoch et Bumstead découvrent un passage vers l'espace. Les aliens surgissent alors et M. Main se sert d'Emma comme bouclier humain. Après une lutte entre l'inspecteur Frank Bumstead et l'un des aliens, ceux-ci sont aspirés dans l'espace. On découvre alors que la ville est sur une station spatiale entourée d'un champ de force.
Les aliens emmènent John Murdoch dans le souterrain de la ville et obligent le Dr Daniel Schreber à lui injecter leur mémoire collective car ils pensent que John Murdoch est le point culminant de leurs expériences. Schreber trahit finalement les aliens en injectant un remède à la place des faux souvenirs. Cela déclenche le retour de souvenirs de John Murdoch. Il se réveille et parvient à se délivrer grâce à ses propres pouvoirs psychiques. Il affronte et parvient à vaincre les aliens et leur leader M. Livre.
Le Dr Daniel Schreber apprend ensuite à John Murdoch qu'Emma a été réimprimée et ne peut pas être restaurée. John Murdoch utilise alors ses pouvoirs, amplifiés par la machine extraterrestre, pour créer un environnement rappelant Shell Beach. M. Main, mourant, retrouve ensuite John Murdoch à Shell Beach. Il l'informe qu'ils ont cherché en vain au mauvais endroit — l'esprit — pour comprendre l'Humanité. Murdoch fait alors pivoter la station spatiale vers une étoile dont elle avait été détournée. La ville est touchée par la lumière du soleil, pour la première fois.
John ouvre ensuite une porte menant hors de la ville et sort pour admirer le lever du soleil. Sur une jetée, il retrouve la femme qu'il connaissait sous le nom d'Emma. Elle dit alors se nommer Anna. Murdoch se présente à nouveau à elle et ils marchent ensemble jusqu'à Shell Beach.

## Fiche technique
- Titre original et français : Dark City
- Titre québécois : Cité obscure
- Réalisation : Alex Proyas
- Scénario : Lem Dobbs, David S. Goyer et Alex Proyas
- Musique : Trevor Jones
- Décors : George Liddle et Patrick Tatopoulos
- Costumes : Liz Keogh
- Photographie : Dariusz Wolski
- Montage : Dov Hoenig (en)
- Production : Andrew Mason et Alex Proyas
- Sociétés de production : Mystery Clock Cinema ; New Line Cinema (coproduction)
- Société de distribution : New Line Cinema
- Budget : 27 millions de dollars[1]
- Pays de production :  Australie,  États-Unis
- Langue originale : anglais
- Format : couleur - 2,35:1 - 35 mm - DTS / Dolby Digital / SDDS
- Genre : science-fiction, néo-noir
- Durée : 95 minutes, 111 minutes (version director's cut 2008)
- Dates de sortie : 
  - États-Unis : 27 février 1998
  - France : 20 mai 1998
  - Canada : 28 juillet 1998 (sortie en DVD[2])
  - Suisse : 29 juillet 1998
  - Australie : 6 août 1998
- Classification :
  - France (CNC)[3] : tous publics (version Cinéma)[4],  Interdit aux Moins de 12 Ans (version Director's Cut)

## Distribution
- Rufus Sewell (VF : Jean-Philippe Puymartin ; VQ : Daniel Picard) : John Murdoch
- William Hurt (VF : Féodor Atkine ; VQ : Jean-Marie Moncelet) : l'inspecteur Frank Bumstead
- Kiefer Sutherland (VF : Emmanuel Jacomy ; VQ : Pierre Auger) : Dr Daniel P. Schreber
- Jennifer Connelly (VF : Brigitte Berges ; VQ : Christine Bellier) : Emma Murdoch / Anna
- Richard O'Brien (VF : François Dunoyer ; VQ : Hubert Gagnon) : M. Main (Mr. Hand en VO)
- Ian Richardson (VF : Jean Négroni ; VQ : Yves Massicotte) : M. Livre (Mr. Book en VO)
- Bruce Spence (VF : Gilles Tamiz ; VQ : Sylvain Hétu) : M. Mur (Mr. Wall en VO)
- Colin Friels (VF : Hervé Bellon ; VQ : Luis de Cespedes) : le détective Eddie Walenski
- John Bluthal (en) (VF : Raoul Delfosse) : Karl Harris
- Mitchell Butel : l'officier Husselbeck
- Melissa George : May
- Frank Gallacher : l'inspecteur Stromboli
- Ritchie Singer : le gérant de l'hôtel
- Justin Monjo : le chauffeur de taxi
- Nicholas Bell : M. Pluie

## Production

### Genèse et développement
Alex Proyas a eu l'idée du film lors du tournage de The Crow. Il écrit une première ébauche de scénario. Lem Dobbs retravaille considérablement son projet et organise le script. Enfin, David S. Goyer est engagé pour finaliser le scénario et ajouter des scènes d'action pour avoir un budget plus important.
Alex Proyas cite plusieurs films des années 1940-1950 comme influences majeures (notamment Le Faucon maltais), mais également d'autres œuvres comme Metropolis (1927), la série La Quatrième Dimension (1959-1964) et le film d'animation Akira (1988)

### Attribution des rôles
Kiefer Sutherland, grand fan de William Hurt, aurait immédiatement accepté le rôle lorsqu'il apprit que celui-ci faisait partie de la distribution[réf. nécessaire].
Dark City marque les débuts sur grand écran de Melissa George.

### Tournage
Le tournage débute le 12 août 1996 et se déroule à Los Angeles et Sydney (notamment aux Fox Studios Australia).
Certains décors du film seront revendus et réutilisés pour l'équipe de Matrix (1999) : notamment pour la scène d'introduction où Trinity échappe aux agents en sautant d'immeuble en immeuble,.

## Accueil
Dark City reçoit un accueil globalement favorable dans la presse. Sur l'agrégateur américain Rotten Tomatoes, il récolte 76% d'opinions favorables pour 85 critiques et une note moyenne de 6,9⁄10. Le consensus du site est le suivant : « Élégamment sombre, Dark City offre un tourbillon polarisant de visuels saisissants et d'action noirâtre ». Sur Metacritic, il obtient une note moyenne de 66⁄100 pour 23 critiques. Le célèbre critique américain Roger Ebert le qualifie comme le meilleur film sorti en 1998.
Malgré cela, le film est un échec commercial, rapportant environ 27 200 000 de dollars au box-office mondial, dont 14 378 000 de dollars en Amérique du Nord, pour un budget de 27 000 000 $. En France, il a réalisé 383 915 entrées.

## Distinctions
Source : Internet Movie Database

### Récompenses
- Festival du film fantastique d'Amsterdam 1998 : meilleur film
- Saturn Awards 1999 : meilleur film de science-fiction
- Prix Bram Stoker 1999 : meilleur scénario
- Festival international du film fantastique de Bruxelles : prix du public

### Nominations
- Saturn Awards 1999 : meilleure réalisation, meilleur scénario, meilleurs costumes, meilleur maquillage, meilleurs effets visuels
- Prix Hugo 1999 : meilleur film
- Saturn Awards 2009 : meilleure édition spéciale DVD pour la version 'director's cut

## Versiondirector's cut
Une version director's cut sort en DVD et Blu-ray en 2008. Elle contient 15 minutes de scènes inédites mais aussi la suppression de la voix hors champ dans la scène d'ouverture. En effet, le réalisateur estimait que son personnage y dévoilait beaucoup trop d'informations sur le contenu de l'intrigue. Cela lui avait été imposé par le studio.

## Commentaires
- La scène finale sur la jetée avec Jennifer Connelly a été reproduite quasiment à l'identique dans Requiem for a Dream (film dans lequel elle a joué également) et dans House of Sand and Fog[réf. nécessaire].
- Le nom du personnage incarné par Kiefer Sutherland, Dr Daniel P. Schreber, est un clin d’œil à Daniel Paul Schreber, un juriste allemand notamment connu pour son ouvrage Mémoires d'un névropathe[5].